# Fédération des banques et assurances CFDT
La Fédération CFDT Banques et Assurances est l'une des fédérations professionnelles de la CFDT.
Elle regroupe les syndicats CFDT actifs dans les banques et assurances en France.
Elle est la première organisation syndicale dans sept des onze branches du secteur financier :
| Branche                     | Représentativité CFDT en poids relatif % | Rang dans la branche |
| --------------------------- | ---------------------------------------- | -------------------- |
| Assistance                  | 38,65                                    | 1                    |
| Sociétés d'assurance        | 37,4                                     | 1                    |
| Banques Populaires          | 30,76                                    | 1                    |
| Crédit Agricole             | 37,04                                    | 1                    |
| Crédit Mutuel               | 35,58                                    | 1                    |
| Courtage d'assurance        | 27,68                                    | 1                    |
| Sociétés d'expertise        | 45,38                                    | 1                    |
| Banques commerciales        | 28,11                                    | 2                    |
| Experts automobile          | 23,46                                    | 2                    |
| Sociétés financières        | 19,34                                    | 2                    |
| Agents généraux d'assurance | 23,06                                    | 3                    |
| Caisses d'Épargne           | 17,63                                    | 3                    |

La Fédération a été fondée en 2011 à la suite de la fusion entre la Fédération des Banques et la branche AAssurances de la Fédération des Services.
La CFDT Banques et Assurances est également adhérente du syndicat international UNI-Finances, au sein de UNI global union.
Le secrétaire général de la FBA est Luc Mathieu.